# Château de Gérard le Diable

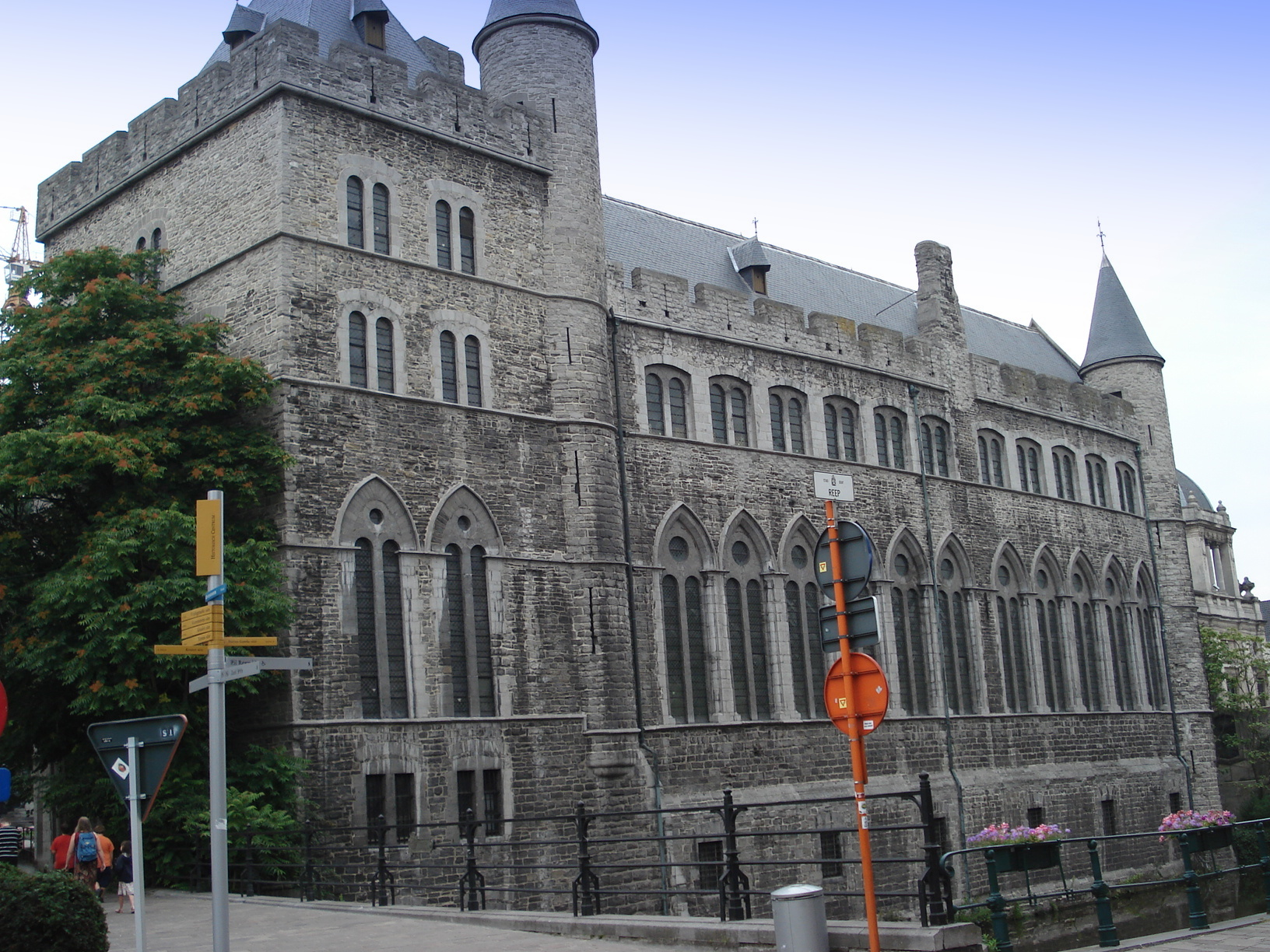
Geeraard de Duivelsteen, façade est.

Le château de Gérard le Diable, ancien château fort du XIIIe siècle, de style gothique scaldien, situé à Gand en Belgique, doit son nom au chevalier Gérard de Gand, surnommé « le Diable », qui habita l’édifice dans la deuxième moitié du XIIIe siècle.

## Histoire
Jusqu’au premier du XIVe siècle, le château resta la propriété des descendants de Gérard de Gand. Du château-fort d’origine il ne subsiste que l’aile orientale, bordant un canal qui est l'ancien cours du fleuve Escaut dans le centre-ville de Gand. Il est devenu ensuite la propriété de la municipalité de Gand, et fit office, tour à tour, de dépôt d’armes, d’école des Hiéronymites et de séminaire.
En 1807, la forteresse était utilisée comme orphelinat pour garçons puis dès 1815 pour y placer les malades mentaux. Ces institutions furent placées sous la responsabilité de la congrégation des Frères de la charité de Gand, fondée par le prêtre Triest : celui-ci s’attacha à modifier les conditions de vie des malades mentaux, qui étaient maintenus menottés à même la paille, tels des criminels, dénonçant une situation « indigne de l’homme ». Les menottes ont été conservées au Musée en témoignage. Il abrita ensuite la caserne des pompiers de Gand. À ce titre, il fut attaqué par les insurgés d'Ernest Grégoire lors du coup d'état orangiste de 1831 à Gand. 
Enfin, après qu’il fut acquis par l’État à la fin du XIXe siècle puis restauré, le château servit à héberger les Archives de l'État jusqu'en 2015.

## Particularités architecturales

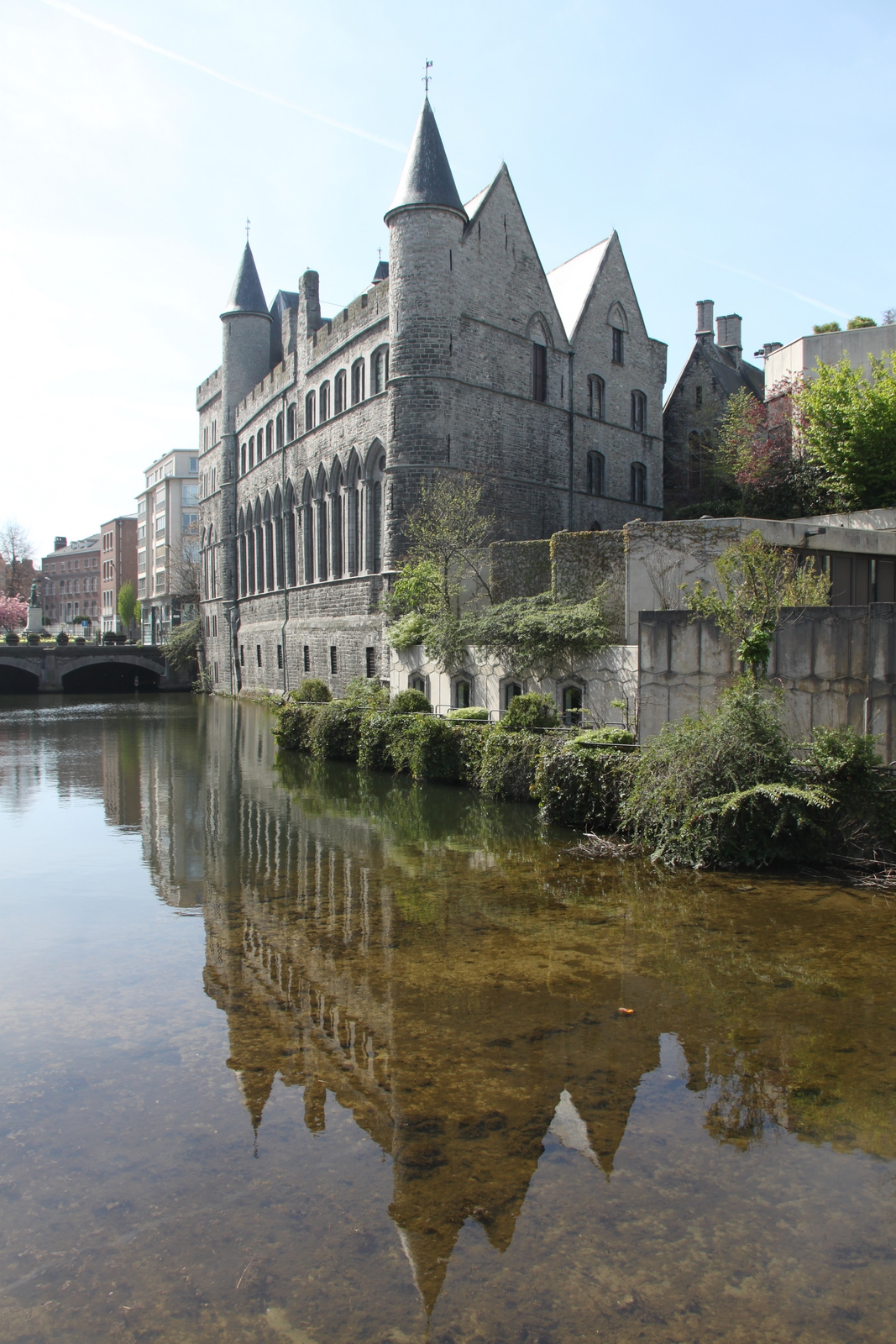
Vue depuis le canal.

Datant du XIIIe siècle, ce château de l’époque féodale comporte treize grandes fenêtres en ogive qui marquent une volonté d’organiser des réceptions. Par ailleurs, ce château avait également un rôle de forteresse pour se protéger en cas d’attaque comme en témoignent des murs très épais, l’existence de tourelles et d’un donjon pour pouvoir surveiller et se défendre en cas d’attaque. Le bâtiment principal du château, qui est composé de deux étages, est fait d’une crypte et de colonnes. Au-dessus ont été construites deux halles. La partie qui fut construite au XIIIe siècle qui est restée est le rez-de-chaussée, qui a été restauré en 1891. Il se compose de quatre nefs enjambées par des voûtes en croisées d’ogives en pierre de Tournai. Il subsiste aussi des colonnes rondes disposées en rangées qui séparent les différentes parties. Au cours du temps, une aile de style néogothique a été construite pour agrandir le château.

### Adresse du château
Geraard de Duivelstraat 1, 9000 Gent.